# الأشجار المستوية الكبيرة
الأشجار المستوية الكبيرة The Large Plane Trees وتسمى أيضًا Road Menders at Saint-Rémy، هي لوحة زيتية للفنان فنسنت فان جوخ. تم رسم هذه اللوحة عام 1889 في سان ريمي في فرنسا، وهي تصور أعمال الطرق تحت أشجار الخريف ذات الأوراق الصفراء. في الواقع، "الأشجار الطائرة الكبيرة" و"مصلحو الطرق في سان ريمي" هما لوحتان مختلفتان، وفي بعض الأحيان يتم الخلط بينهما على أنهما لوحة واحدة. رسم فان جوخ اللوحة أولاً على مفرش طاولة ذو مربعات باللونين الأحمر والأبيض. عاد لاحقًا ورسمها مرة أخرى على لوحة فنية. موجودة حاليا في مجموعة متحف كليفلاند للفنون.

## الوصف
لوحة الأشجار المستوية الكبيرة عبارة عن لوحة زيتية مقاس 73.4 × 91.8 سم على القماش.  يصور فان جوخ أعمال الطرق في مدينة سان ريمي دو بروفنس، وأوراق الخريف الصفراء لأشجار الدلب.  

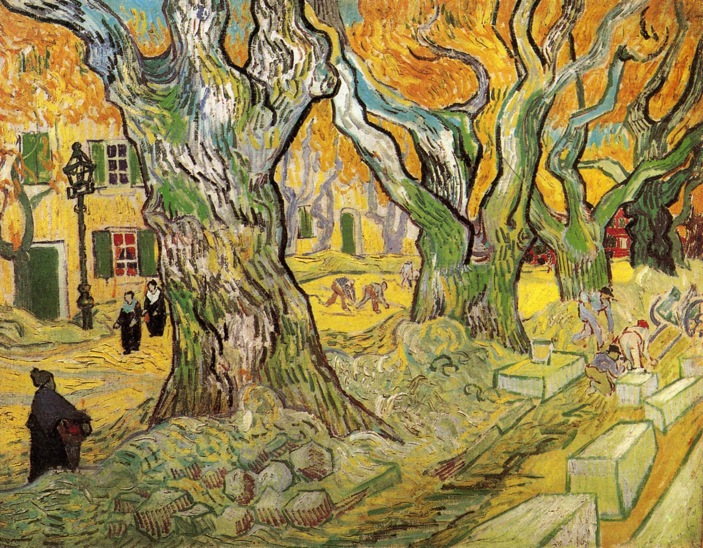
"مصلحو الطرق"، تكرار لفان جوخ لرواية "أشجار الدلب الكبيرة".

تكرر هذا المشهد في لوحة The Road Menders، وهي جزء من مجموعة فيليبس في واشنطن العاصمة  وفي عام 2013، تم عرض اللوحتين معًا كجزء من معرض تكرارات فان جوخ في مجموعة فيليبس قبل نقل The Large Plane Trees إلى المتحف. متحف كليفلاند للفنون.  يُظهر التحليل أن The Large Plane Trees تم إنشاؤه أولاً، مع كون The Road Menders نسخة ذات مخططات متطابقة تقريبًا. 

## صور اخرى

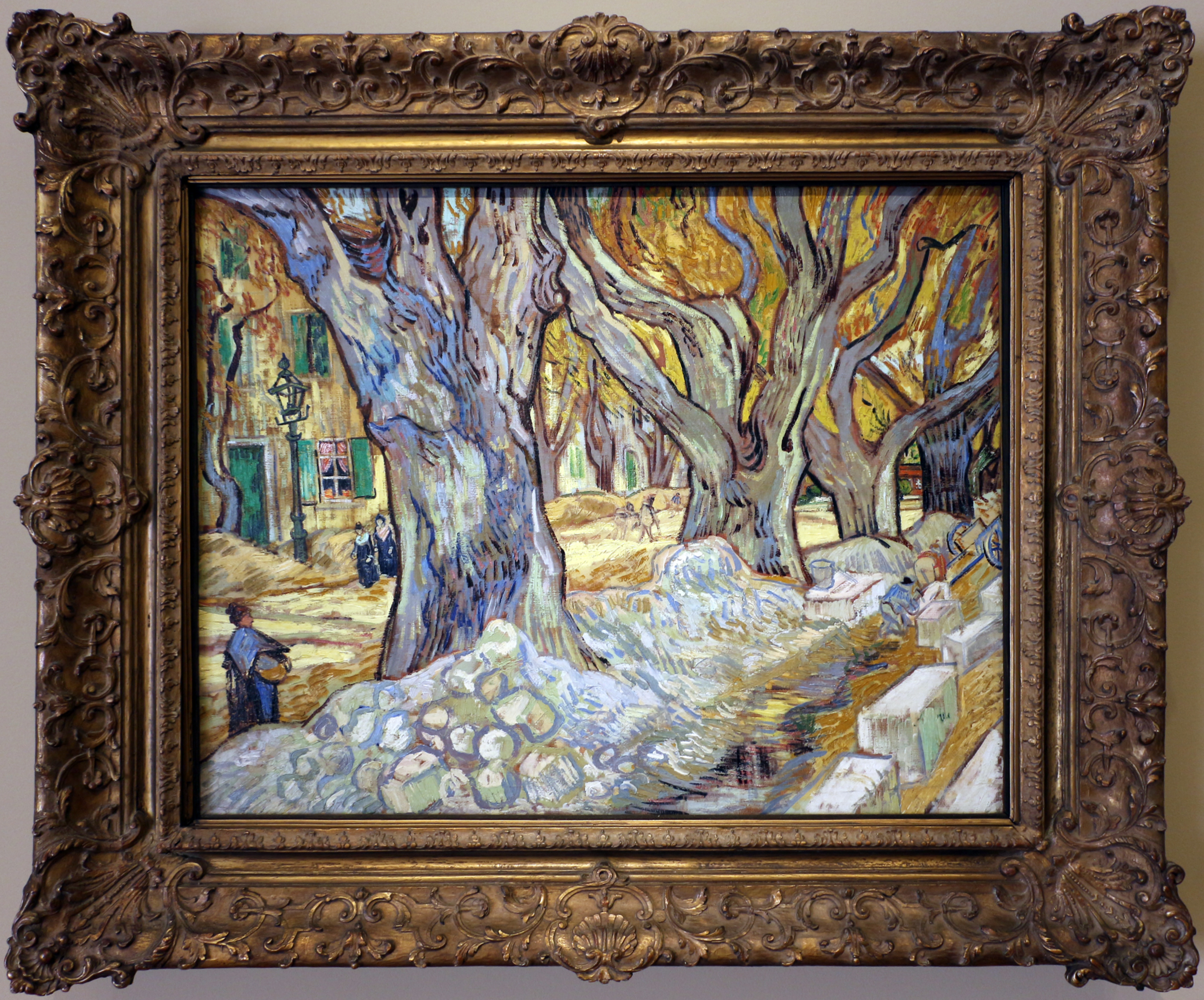
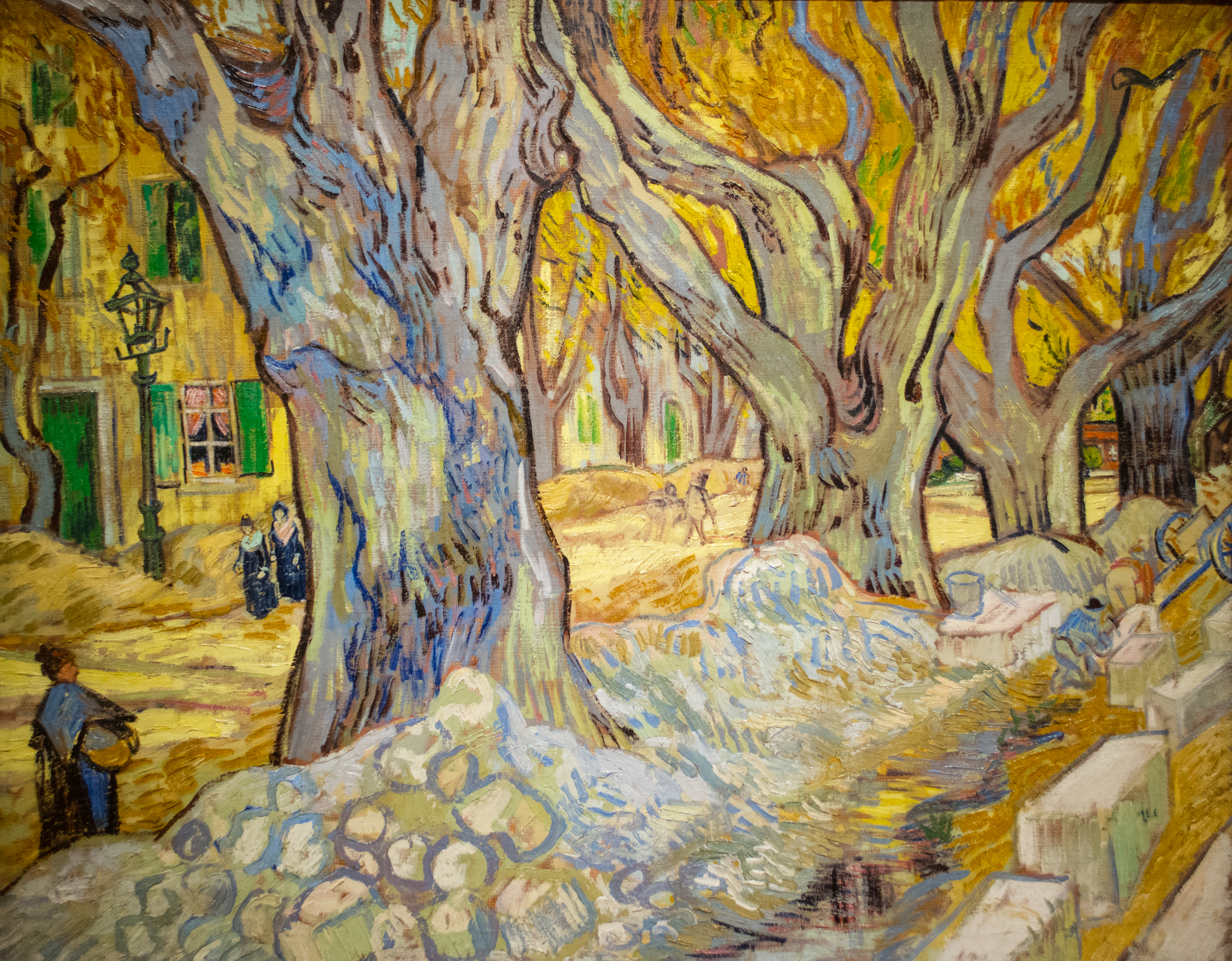
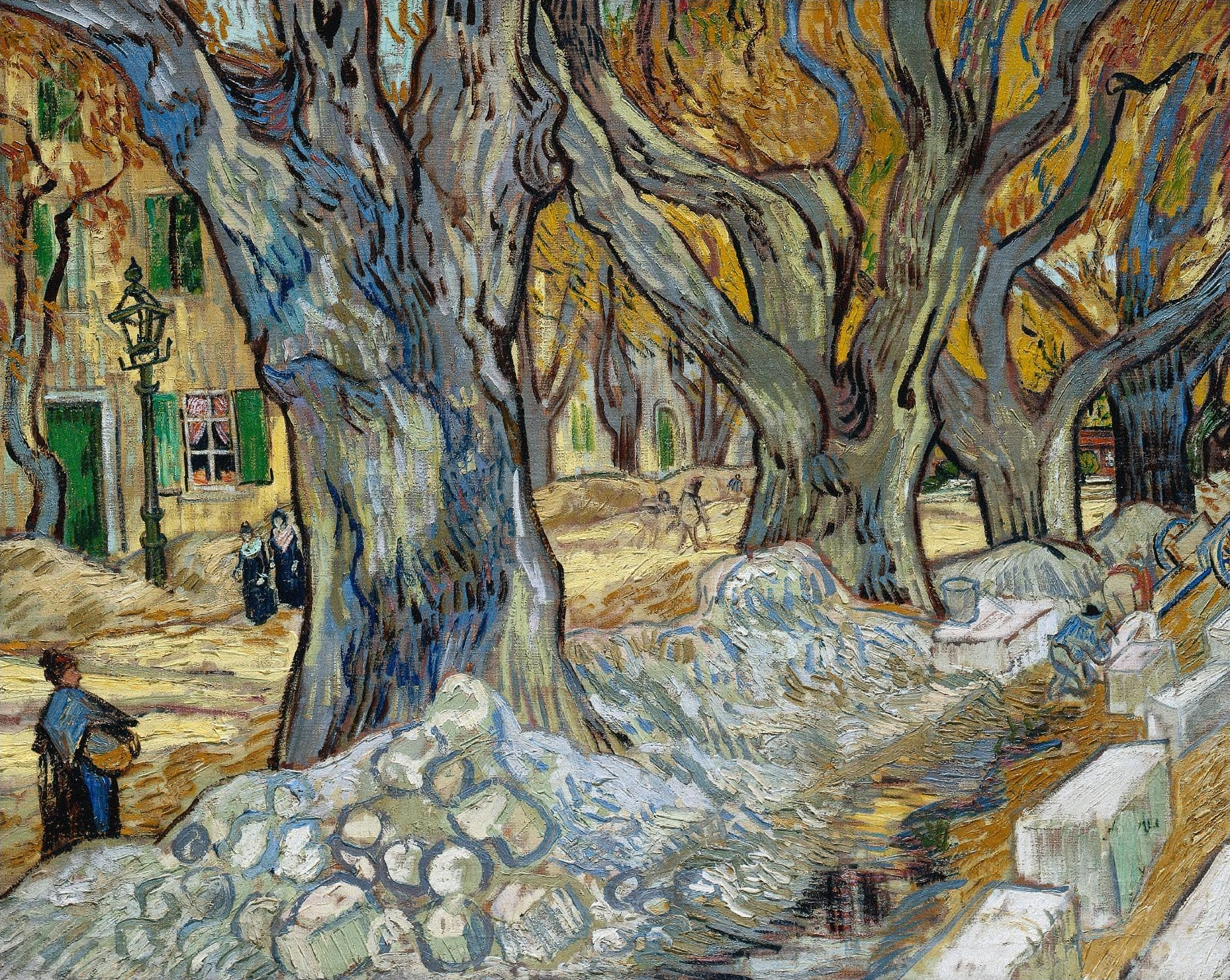
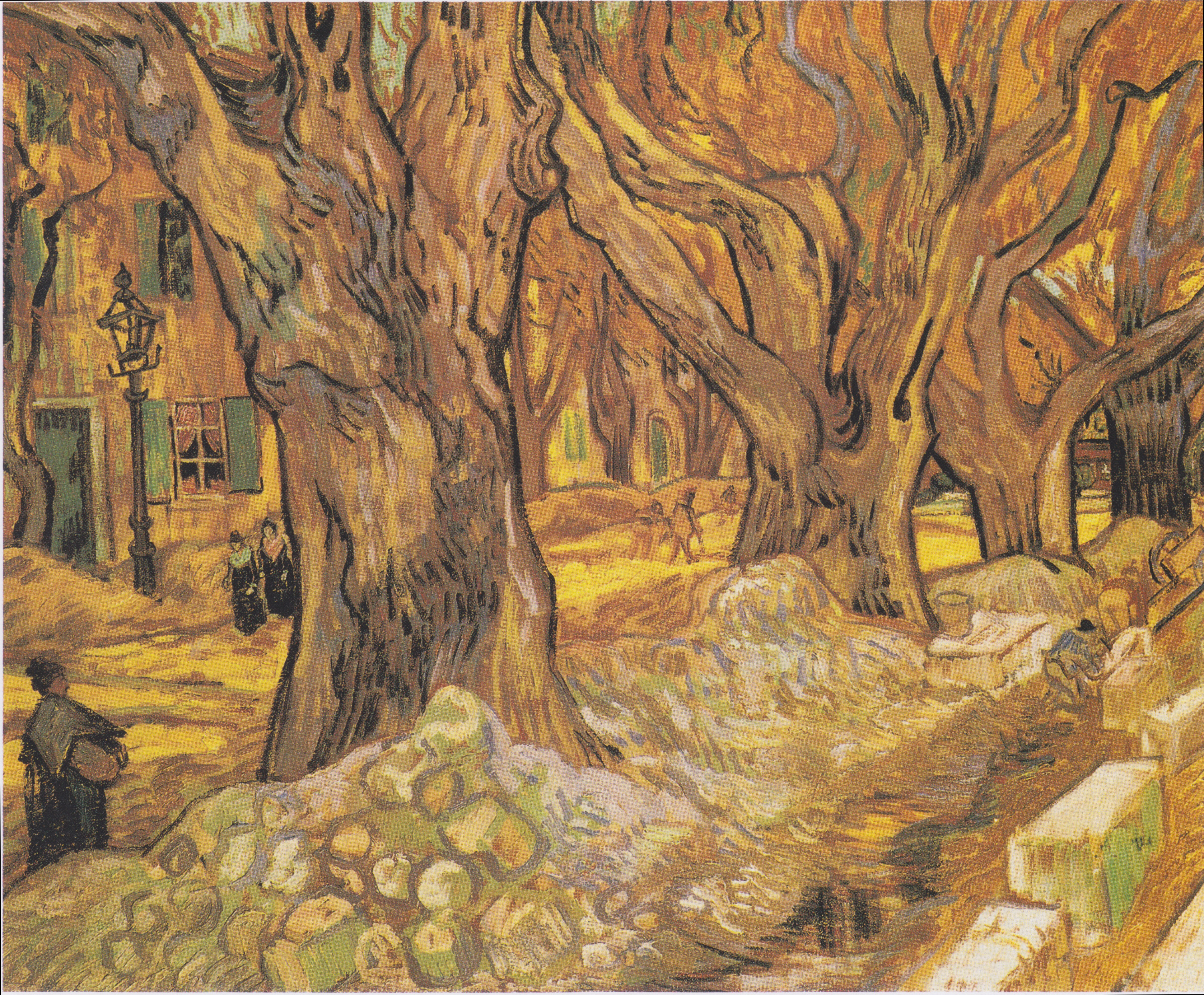
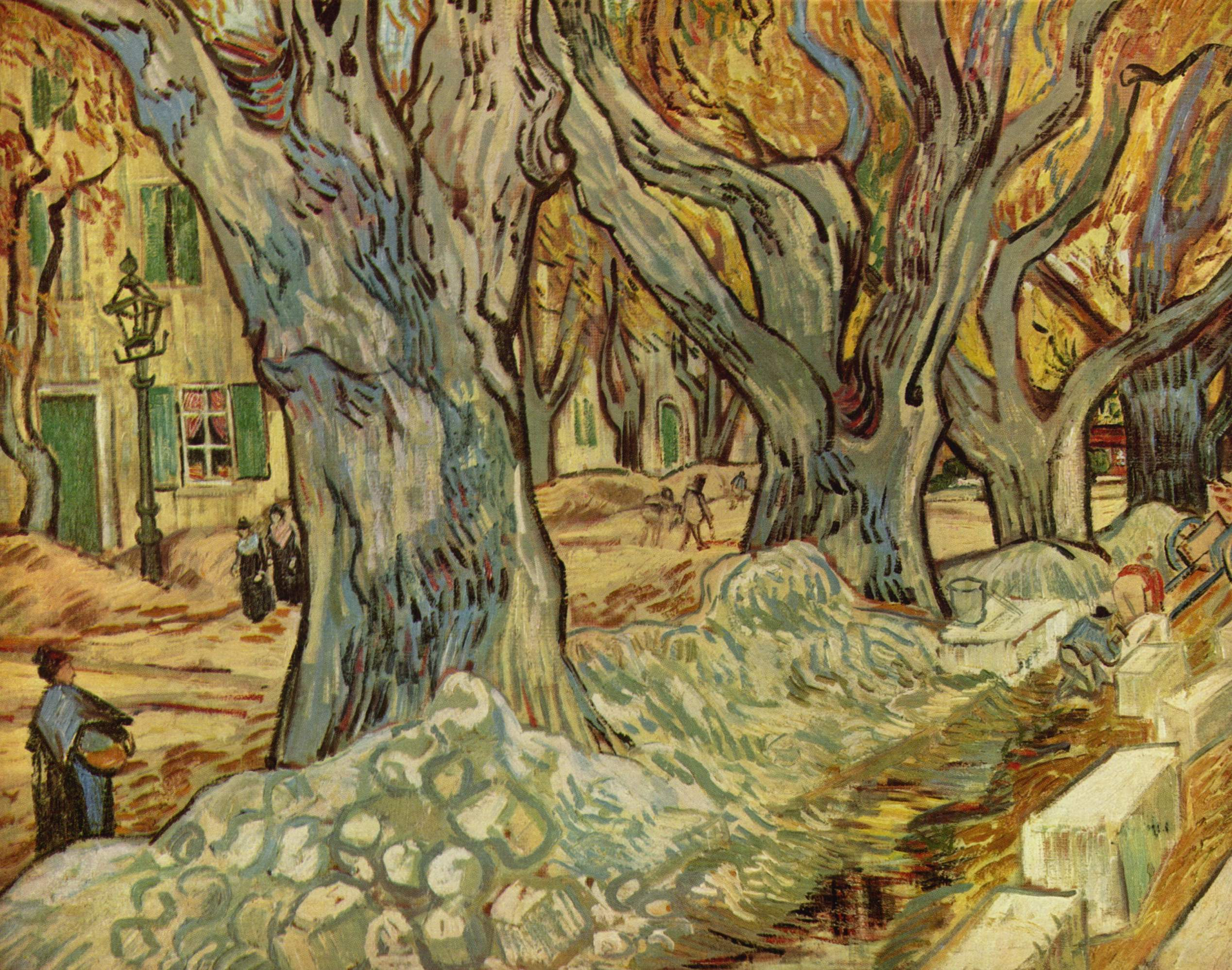

## أنظر أيضا
- قائمة أعمال فنسنت فان جوخ

## قراءة متعلقة
- مارلين ستوكستاد، ديفيد كاتيفوريس، ستيفن أديس، تاريخ الفن، بيرسون / برنتيس هول، 2005.(ردمك 9780131455276)رقم ISBN 9780131455276 (تم استرجاعه في 4 سبتمبر 2023)

## روابط خارجية
- دخول ويكي آرت
- متحف كليفلاند للفنون
- أوسيوم